# Список памятников жертвам теракта в Беслане

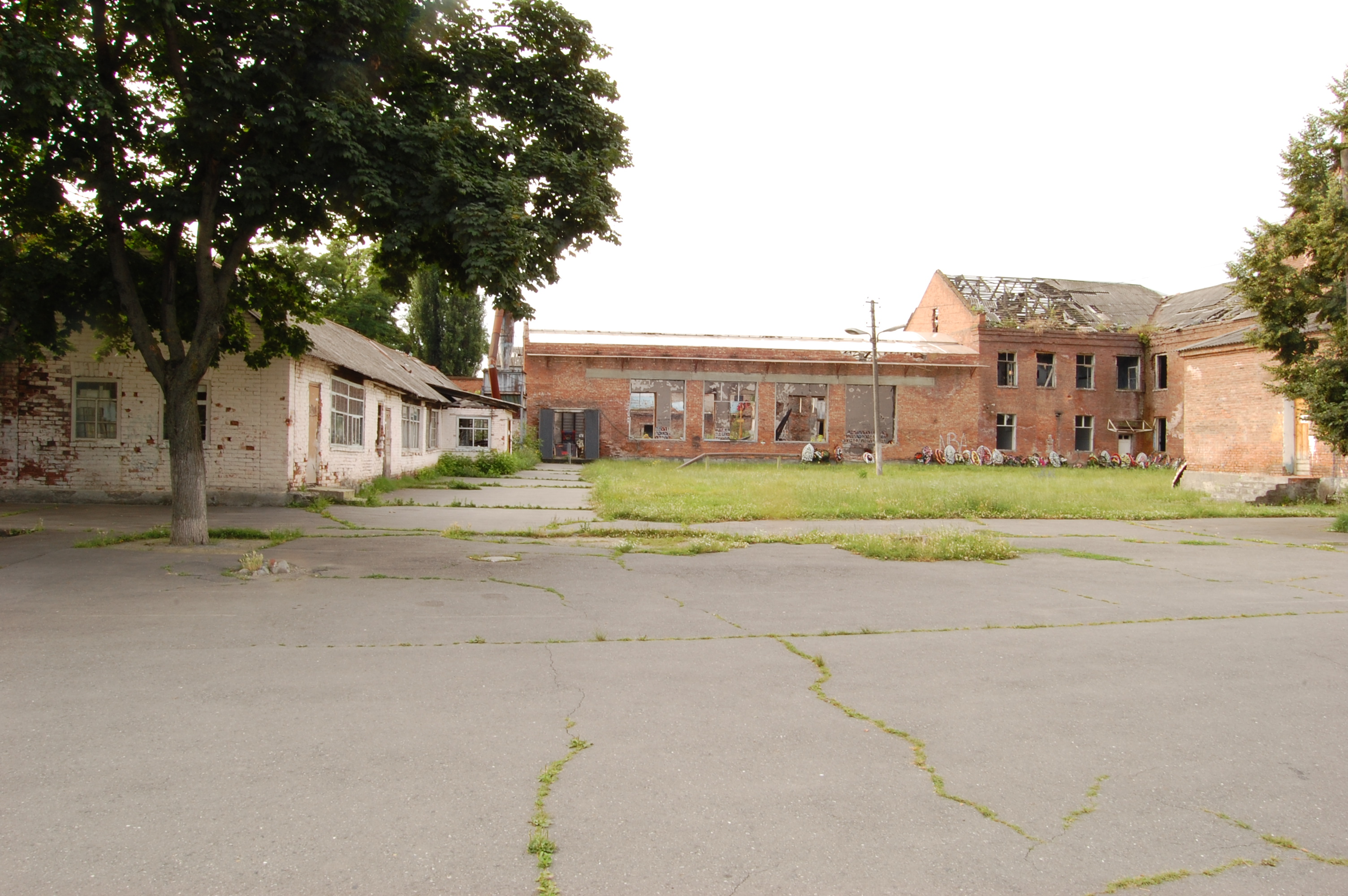
Школа № 1 города Беслана, разрушенная в результате теракта

1 сентября 2004 года террористами был осуществлён захват школы № 1 города Беслана (Северная Осетия). В течение двух с половиной дней террористы удерживали в заминированном здании 1128 заложников (преимущественно детей, их родителей и сотрудников школы) в тяжелейших условиях, отказывая людям даже в удовлетворении минимальных естественных потребностей. На третий день около 13:05 в школьном спортзале произошли взрывы, и позже возник пожар, в результате чего произошло частичное обрушение здания. После первых взрывов заложники начали выбегать из школы, и силами Центра специального назначения Федеральной службы безопасности (ЦСН ФСБ) был предпринят штурм. Хотя большинство заложников сумели сбежать после взрывов или были освобождены в ходе штурма, в результате теракта погибли 314 человек из числа заложников, из них 186 детей. Всего, включая спасателей, погибло 333 человека, и свыше 800 получили ранения разной степени тяжести. Также во время штурма здания погибли 10 сотрудников ЦСН ФСБ — самые большие потери в ходе одной операции за всю историю российского спецназа.
В честь жертв бесланского теракта было установлено множество памятников как в России, так и за рубежом.

## Памятники заложникам
- Серым цветом  выделены мемориальные доски и плиты.

| Фото | Название                                | Год открытия | Место                         | Расположение                                                                 | Координаты                      | Автор(ы)                                                                     | Прим.         |
| ---- | --------------------------------------- | ------------ | ----------------------------- | ---------------------------------------------------------------------------- | ------------------------------- | ---------------------------------------------------------------------------- | ------------- |
|      | Мемориальный комплекс                   | 2012         | Беслан                        | Территория бывшей школы № 1 (ул. Коминтерна, 99)                             | 43°11′03″ с. ш. 44°32′27″ в. д. | Стефан Губель                                                                | [ 5 ]         |
|      | «Древо скорби»                          | 2005         | Беслан                        | Мемориальное кладбище «Город ангелов»                                        | 43°11′28″ с. ш. 44°33′58″ в. д. | Алан Корнаев, Заурбек Дзанагов                                               | [ 6 ]         |
|      | Хачкар                                  | 2005         | Беслан                        | Мемориальное кладбище «Город ангелов»                                        | 43°11′32″ с. ш. 44°33′57″ в. д. | Армянские скульпторы                                                         | [ 6 ]         |
|      | «Добрый ангел мира»                     | 2011         | Беслан                        | Пересечение улиц Сигова и Мира                                               | 43°11′30″ с. ш. 44°32′38″ в. д. | Олег Олейник, Пётр Стронский                                                 | [ 7 ]         |
|      | Памятник                                | 2005         | Владикавказ                   | Мемориал Славы                                                               | 43°00′00″ с. ш. 44°40′36″ в. д. | По эскизу бесланских школьников                                              | [ 8 ]         |
|      | «Памятник жертвам террора»              | 2010         | Владикавказ                   | Территория СКГМИ (ГТУ)                                                       | 43°03′43″ с. ш. 44°40′03″ в. д. | Михаил Шемякин                                                               | [ 9 ]         |
|      | «Площадь мальчиков и девочек Беслана»   | 2005         | Флоренция                     | итал. Piazza Bambine e Bambini di Beslan                                     | 43°46′49″ с. ш. 11°14′58″ в. д. | По решению администрации г. Флоренции                                        | [ 10 ]        |
|      | Памятник                                | 2005         | Кастельново-ди-Сотто          |                                                                              |                                 | Васко Монтекки                                                               | [ 11 ]        |
|      | «Детям Беслана»                         | 2007         | Санкт-Петербург               | Сквер Храма Успения Пресвятой Богородицы                                     | 59°56′00″ с. ш. 30°24′10″ в. д. | Виктор Шувалов                                                               | [ 12 ] [ 13 ] |
|      | Памятник                                | 2006         | Сан-Марино                    | Центр города                                                                 | 43°56′06″ с. ш. 12°26′51″ в. д. | Ванди Рензо Жарно                                                            | [ 14 ]        |
|      | Памятник                                | 2024         | Беслан                        | Территория бывшей школы № 1 (ул. Коминтерна, 99)                             | 43°11′04″ с. ш. 44°32′26″ в. д. | копия скульптуры Ванди Рензо Жарно                                           | [ 15 ]        |
|      | «В память о жертвах трагедии в Беслане» | 2010         | Москва                        | Пересечение улицы Солянка и Подколокольного переулка                         | 55°45′10″ с. ш. 37°38′22″ в. д. | Зураб Церетели                                                               | [ 16 ]        |
|      | Обелиск                                 | 2005         | д. Мураново                   | Парк Памяти                                                                  | 56°10′41″ с. ш. 37°53′39″ в. д. | Отец Феофан, настоятель храма Спаса Нерукотворного музея-усадьбы «Мураново». | [ 17 ]        |
|      | Памятник                                | 2011         | с. Имени Коста Хетагурова     | Возле мемориального комплекса памяти погибших в ВОВ                          | 43°47′39″ с. ш. 41°54′49″ в. д. | Джульетта Кулумбекова                                                        | [ 18 ]        |
|      | Мемориальная доска                      | 2005         | Роккагорга                    | Начальная школа имени Детей Беслана (итал. Scula Primaria Bambini di Beslan) | 41°31′33″ с. ш. 13°09′25″ в. д. | Не указан                                                                    | [ 10 ]        |
|      | Арт-композиция                          | 2017         | с. Пойразлы, провинция Йозгат |                                                                              | 39°22′58″ с. ш. 35°07′16″ в. д. | Творческая лаборатория «Портал»                                              | [ 19 ]        |
|      | Памятник Ивану Каниди                   | 2021         | Беслан                        | Школа-интернат № 1 (ул. Окружная, д. 87)                                     | 43°11′26″ с. ш. 44°30′40″ в. д. | не указан                                                                    | [ 20 ]        |

## Памятники участникам спасательной операции
- Серым цветом  выделены мемориальные доски и плиты.

| Фото | Посвящён                                     | Год открытия | Место                           | Расположение                                     | Координаты                      | Автор(ы)                 | Прим.         |
| ---- | -------------------------------------------- | ------------ | ------------------------------- | ------------------------------------------------ | ------------------------------- | ------------------------ | ------------- |
|      | Погибшим бойцам ЦСН ФСБ                      | 2006         | Беслан                          | Мемориальное кладбище «Город ангелов»            | 43°11′26″ с. ш. 44°33′56″ в. д. | Алан Калманов            | [ 21 ]        |
|      | Погибшим бойцам ЦСН ФСБ                      | 2011         | Балаково                        | Аллея памяти                                     | 52°01′26″ с. ш. 47°50′12″ в. д. | Валентин Костиков        | [ 22 ]        |
|      | Вячеславу Малярову                           | 2011         | Балаково                        | Территория ДЮСШ № 1                              | 52°01′16″ с. ш. 47°46′45″ в. д. | не указан                | [ 23 ]        |
|      | Вячеславу Малярову                           | 2005         | Балаково                        | Территория школы № 10                            | 52°01′09″ с. ш. 47°48′49″ в. д. | не указан                | [ 24 ]        |
|      | Вячеславу Малярову                           | 2012         | Беслан                          | Бывшее здание школы № 1 (ул. Коминтерна, 99)     | 43°11′03″ с. ш. 44°32′27″ в. д. | не указан                | [ 25 ] [ 26 ] |
|      | Олегу Лоськову                               | 2007         | с. Васильевка, Липецкая область | Сквер напротив Никольского храма                 | 52°48′22″ с. ш. 38°41′17″ в. д. | Юрий Гришко, Игорь Мазур | [ 27 ] [ 28 ] |
|      | Олегу Лоськову                               | 2012         | Беслан                          | Бывшее здание школы № 1 (ул. Коминтерна, 99)     | 43°11′03″ с. ш. 44°32′27″ в. д. | не указан                | [ 25 ] [ 26 ] |
|      | Андрею Велько                                | 2012         | Беслан                          | Бывшее здание школы № 1 (ул. Коминтерна, 99)     | 43°11′03″ с. ш. 44°32′27″ в. д. | не указан                | [ 25 ] [ 26 ] |
|      | Герою России Андрею Туркину                  | 2008         | Орск                            | Сквер Славы                                      | 51°13′49″ с. ш. 58°28′59″ в. д. | не указан                | [ 29 ]        |
|      | Герою России Андрею Туркину                  | 2009         | Краснодар                       | Академия ИМСИТ                                   | 45°02′33″ с. ш. 38°58′50″ в. д. | не указан                | [ 30 ]        |
|      | Герою России Андрею Туркину                  | 2012         | Беслан                          | Бывшее здание школы № 1 (ул. Коминтерна, 99)     | 43°11′03″ с. ш. 44°32′27″ в. д. | не указан                | [ 25 ] [ 26 ] |
|      | Герою России Дмитрию Разумовскому            | 2007         | Ульяновск                       | Площадь 100-летия со дня рождения В. И. Ленина   | 54°19′05″ с. ш. 48°24′19″ в. д. | Вадим Кириллов           | [ 31 ]        |
|      | Герою России Дмитрию Разумовскому            | 2005         | Ульяновск                       | Территория школы № 1 (ул. Спасская, д. 15)       | 54°19′05″ с. ш. 48°24′08″ в. д. | не указан                | [ 31 ]        |
|      | Герою России Дмитрию Разумовскому            | 2011         | Ульяновск                       | Ул. Карла Либкнехта, д. 14                       | 54°18′32″ с. ш. 48°23′02″ в. д. | не указан                | [ 32 ]        |
|      | Герою России Дмитрию Разумовскому            | 2011         | Беслан                          | Территория бывшей школы № 1 (ул. Коминтерна, 99) | 43°11′05″ с. ш. 44°32′26″ в. д. | не указан                | [ 33 ]        |
|      | Герою России Александру Перову               | 2012         | Беслан                          | Бывшее здание школы № 1 (ул. Коминтерна, 99)     | 43°11′03″ с. ш. 44°32′27″ в. д. | не указан                | [ 25 ] [ 26 ] |
|      | Герою России Олегу Ильину и Денису Пудовкину | 2012         | Беслан                          | Бывшее здание школы № 1 (ул. Коминтерна, 99)     | 43°11′03″ с. ш. 44°32′27″ в. д. | не указан                | [ 25 ]        |
|      | Михаилу Кузнецову                            | 2007         | с. Юрово, Московская область    | Территория Юровской средней школы                | 55°30′26″ с. ш. 38°22′29″ в. д. | Олег Ершов               | [ 34 ]        |
|      | Михаилу Кузнецову                            | 2012         | Беслан                          | Бывшее здание школы № 1 (ул. Коминтерна, 99)     | 43°11′03″ с. ш. 44°32′27″ в. д. | не указан                | [ 25 ] [ 26 ] |
|      | Роману Катасонову                            | 2008         | Минск                           | Минское суворовское военное училище              | 53°54′40″ с. ш. 27°33′32″ в. д. | не указан                | [ 35 ]        |
|      | Роману Катасонову                            | 2012         | Беслан                          | Бывшее здание школы № 1 (ул. Коминтерна, 99)     | 43°11′03″ с. ш. 44°32′27″ в. д. | не указан                | [ 26 ]        |
|      | Валерию Замараеву и Дмитрию Кормилину        | 2012         | Беслан                          | Бывшее здание школы № 1 (ул. Коминтерна, 99)     | 43°11′03″ с. ш. 44°32′27″ в. д. | не указан                | [ 26 ]        |